# Joseph Édouard Bommer
Joseph (Jean) Édouard Bommer (1829 - 1895) fue un micólogo, botánico, pteridólogo, y explorador belga. Desarrolló actividades académicas como profesor de botánica en la Universidad Libre de Bruselas.
Se casó en 1865, con su colega y micóloga Elisa Caroline Destrée de Bommer (1832-1910).

## Algunas publicaciones

### Libros
- joseph edouard Bommer. 2010. Notice Sur Le Jardin Botanique de Bruxelles. Edición reimpresa de BiblioBazaar, 48 pp. ISBN 1-147-34873-1 original de 1871

- -------------------------------------. 1874. Sur l'amylogenèse dans le règne végétal. 23 pp.

- -------------------------------------. 1869. Les platanes et leur culture. Editor Mayolez, 24 pp. en línea

- -------------------------------------. 1867a. Monographie de la classe des fougères. 107 pp.

- -------------------------------------. 1867b. De la fécondation artificielle des palmiers et de la récolte du pollen pour cette opération. Edición reimpresa de Impr. C. Annoot-Braeckman, 12 pp.

## Honores
Fue elegido miembro de la Sociedad Botánica de Francia

### Epónimos
Género
- (Adiantaceae) Bommeria E.Fourn. in Baill.[2]

Especies
- (Adiantaceae) Gymnogramma bommeri Christ[3]

- (Vittariaceae) Vittaria bommeri Christ[4]

- La abreviatura «J.Bommer» se emplea para indicar a Joseph Édouard Bommer como autoridad en la descripción y clasificación científica de los vegetales.[5]